# Lake Clark
Der Lake Clark ist ein großer langgestreckter See im Südwesten des US-Bundesstaats Alaska an der Westflanke der Aleutenkette. 
Der Lake Clark liegt innerhalb des Lake Clark National Park and Preserve. In das nordöstliche Ende mündet der Tlikakila River, in die Turner Bay am Nordwestufer der Chulitna River. Am südlichen Seeende schließt sich der Sixmile Lake an, der über den Newhalen River zum Iliamna Lake abfließt. Der Lake Clark ist etwa 64 km lang und etwa 8 km breit und mit einer Fläche von 370 km² einer der größten Seen Alaskas. Er ist bis zu 322 m tief. Das Wasser des Lake Clark ist trüb durch die Schwebstoffe des Gletscherwassers. Am nördlichen Seeende schneidet das Mündungsdelta des Tlikakila River allmählich den nördlichsten Teil des Sees, den Little Lake Clark, ab. In diesen mündet der Chokotonk River.
Der Lake Clark wurde nach John W. Clark, der ab 1891 den Nushagak-Handelsposten führte, benannt. In Yup'ik, einer Sprache der Ureinwohner, wurde er „Kilchiq-vona“ genannt.

## Besonderheiten
Im Lake Clark und im benachbarten Lake Iliamna soll es eine sieben Meter lange Kreatur geben (Weißer Stör), der für das Verschwinden von mehreren Menschen verantwortlich sein soll.